# Thamithericles gnu
Thamithericles gnu är en insektsart som först beskrevs av Karsch 1896.  Thamithericles gnu ingår i släktet Thamithericles och familjen Thericleidae. Inga underarter finns listade i Catalogue of Life.